# 101e division d'infanterie (Armée syrienne libre)
Pour les articles homonymes, voir 101e division.
La 101e division d'infanterie  (arabe : الفرقة 101 مشاة, Forqat 101 Masha) est un groupe rebelle de la guerre civile syrienne.

## Logos et drapeaux

Logo de la 101e division en 2014.
Drapeau de la 101e division en 2014.
Logo de la 101e division depuis 2015.

## Affiliations
La 101e division d'infanterie est affiliée à l'Armée syrienne libre,. Elle est initialement intégrée à la Brigade Ahfad al-Rassoul, dissoute en 2014. 
La 101e division d'infanterie fait partie des mouvements qui intègrent la chambre d'opérations Fatah Halab le 26 avril 2015,.

## Effectifs et commandement
En 2015, le groupe compte 2 000 combattants et 35 officiers déserteurs de l'armée syrienne. La division est fondée et commandée par le colonel Hassan Hamdeh, officier de l'armée de l'air syrienne qui déserte en 2012 en gagnant la Jordanie à bord d'un MiG-21. 

## Zones d'opérations
Le groupe est actif dans les gouvernorats d'Idleb, Hama et Alep.

## Armement
Soutenu par les États-Unis, le groupe bénéficie de missiles antichar BGM-71 TOW.